# San Nicola la Strada
San Nicola la Strada (Santu Nicole in dialetto locale) è un comune italiano di 21 858 abitanti della provincia di Caserta in Campania.

## Geografia fisica
Sorge a sud della città di Caserta con cui è strettamente conurbato e cui è stata storicamente molto legata.
Il territorio comunale è toccato dal percorso antico della via Appia nel tratto che dalla Capua preromana e romana (oggi Santa Maria Capua Vetere) si dirgeva verso Calatia e da qui verso Benevento. Il tracciato della strada è più spesso confine con il territorio comunale di Caserta e solo in piccoli tratti interno al comune. In direzione circa nord-sud è attraversato dal viale Carlo III di Borbone, nome locale della SS. 265 via Sannitica, che collega Napoli con Caserta e in questo tratto ha come prospettiva la Reggia di Caserta.
Proprio il viale Carlo III di Borbone (stradone lo chiamò Vanvitelli) restituisce l'immagine più significativa e riconoscibile dell'identità comunale. Le alberature attuali sono esito dell'abbattimento nel 1964 dei platani che dal 1842-1845 sostituirono gli originari pioppi e olmi piantati dal 1754 e più volte risarciti.

## Origine del nome
Il nome deriva dal santo patrono San Nicola Vescovo di Mira, nell'Asia Minore, (noto anche come San Nicola di Bari) in aggiunta alla via Appia Antica ("la strada") che attraversa tutto il territorio comunale lungo la direttrice nordest-sudovest.

## Storia
Nonostante la continguità con la via Appia e con la città antica di Calatia (ricadente nel territorio di Maddaloni) San Nicola la Strada a oggi non risulta ospitare necropoli o tombe della città preromana. Anche il percorso della antica via Popilia nel tratto tra Capua antica e Suessula ricade nel territorio comunale e ci sono ampie tracce della centuriazione.
La prima notizia della chiesa di san Nicola "de strata" comparve nel privilegio inviato da papa Alessandro III al vescovo di Caserta Porfirio nel 1178.
La prima citazione nota del casale come Villa S. Nicolai fu nel 1221, secondo quanto scrisse l'erudito capuano Pratilli.
Almeno dal 1333 i Cavalieri dell'Ordine di san Giovanni (o Giovanniti, poi Cavalieri di Malta) ebbero possessi a San Nicola la Strada. Una domus dei Cavalieri fu citata in un atto del 1361. Il riferimento al cosiddetto «trivium S. Johannis» (attuale piazza Municipio) fu riportato in una pergamena capuana del 1245,  il che potrebbe essere indizio della presenza già in quella data dei Cavalieri di san Giovanni.
San Nicola per secoli fu soggetto alla giurisdizione civile di Capua, di cui fu casale ma appartenne alla diocesi di Caserta. Almeno dal 1718 San Nicola la Strada ebbe un'universitas, che divenne autonoma dal 1799.
Il Regio Decreto del 26 agosto 1862 rese esecutiva la Delibera di Consiglio Comunale del 6 agosto 1862 con la quale il Comune di San Nicola (Terra di Lavoro) assunse la denominazione di San Nicola la Strada.
Il 27 giugno 1928 il comune fu soppresso e aggregato al comune di Caserta; fu ricostituito con Decreto Legislativo del Capo provvisorio dello Stato 31 Ottobre 1946, n. 435.
La vicinanza al corso antico del Clanio (poi Regio Lagno) nelle zone Aurno e Carbone (Marcianise) e i fossi di scolo delle acque dai Monti di Caserta quali il vallone Cupa favorirono la coltivazione e la lavorazione della canapa (. Il medico sannicolese Andrea Della Peruta studiò e propose rimedi per mitigare i rischi, prevenire e curare le malattie connesse con la presenza di vasti acquitrini e con le acque connesse alla lavorazione della canapa (notoriamente molto fastidiose all'olfatto).
A San Nicola in un complesso edilizio acquisito dalla Casa Reale di Borbone furono prima ospitate guarnigioni spagnole in transito nel 1743-1744 e poi le guardie del corpo  (1758), la cavalleria (1759) e le guardie italiane (1772), la Real scuderia dei bovi e la canetteria reale.
Nel territorio sannicolese Vanvitelli scelse alcune delle cave di pietra dolce (dette "i monti") necessarie per la costruzione della Reggia di Caserta. La tradizione dei tagliapietre (detti localmente "tagliamonti") si è tramandata fino agli anni 1960 attraverso il patrimonio immateriale (toponimi e soprannomi personali, cfr. F. Nigro, Soprannomi e nomignoli a San Nicola la Strada, San Nicola la Strada, 1994, p. 27) e materiale (attrezzi e strumenti di lavorazione).
Il 26 luglio 1908 il comune di San Nicola la Strada fu distaccato dal mandamento di Marcianise e aggregato a quello di Caserta.
A partire dagli anni 1970, l'immediata vicinanza a Caserta, ai collegamenti autostradali con Napoli, Roma e Salerno, San Nicola ha vissuto una rilevante espansione demografica e urbanistica che lo hanno reso un centro essenzialmente residenziale.

### Simboli

Il gonfalone comunale

Lo stemma e il gonfalone sono stati concessi con decreto del presidente della Repubblica dell'11 gennaio 2002.
Il gonfalone è un drappo di bianco riccamente ornato di ricami d'oro, caricato dello stemma comunale.

### Onorificenze
Il 12 aprile 2005 a San Nicola la Strada è stato attribuito il titolo di città con decreto del presidente della Repubblica.

## Monumenti e luoghi d'interesse

### Archeologia
Le uniche testimonianze archeologiche finora rese pubbliche sono i resti architettonici individuati come locali pertinenti una villa rustica, tradizionalmente noti come tana di Mazzamauriello. Si tratta di due cisterne utilizzate dal 2º secolo a. C. e il I secolo d. C..

### Architetture civili
- Real Convitto Borbonico della Madonna delle Grazie[28]
- Villa comunale "Santa Maria delle Grazie"

È stata allestita in quello che fu il giardino del Real Convitto borbonico. La fontana è di Onofrio Buccini, i delfini sono copie che sostituiscono gli originali rubati nel 1988.
- O. Buccini, Fontana dei delfiniColonna romana

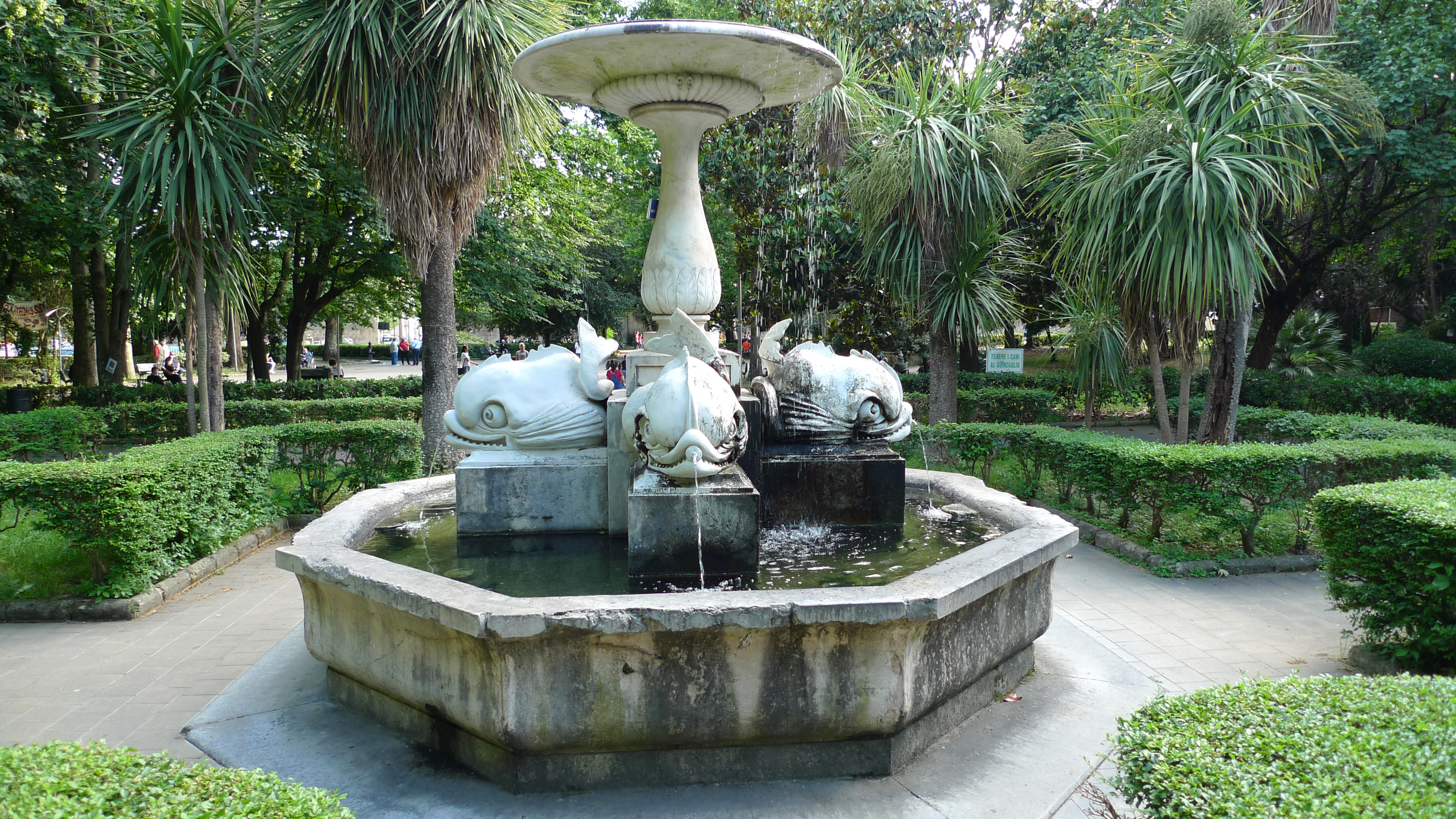
O. Buccini, Fontana dei delfini

È posizionata all'incrocio tra via Appia e via Pilade Bronzetti in piazza Parrocchia. Probabilmente è elemento di spoglio da edifici antichi. Non si sa quando fu posta nel luogo attuale.

### Architetture religiose
- chiesa di Santa Maria degli Angeli

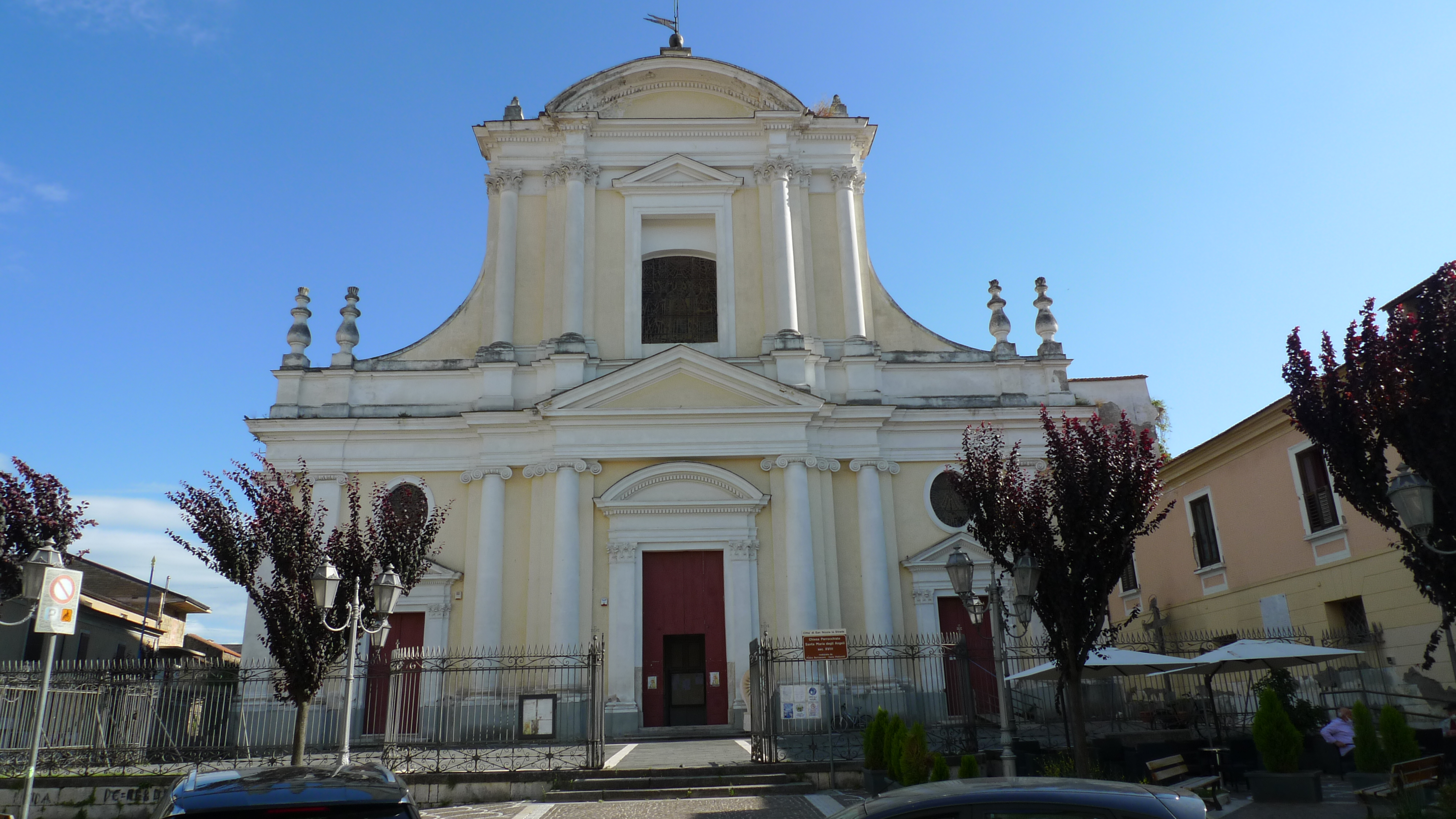
San Nicola la Strada, chiesa di santa Maria degli Angeli

Una chiesa di ugual titolo ubicata all'incrocio di via Appia e via Stellato, molto più piccola esisté almeno dai primi del 1600 e fu abbandonata alla consacrazione della nuova. La direzione dei lavori della chiesa attuale fu di Pietro Bernasconi, capomastro di Luigi Vanvitelli alla Reggia. I lavori iniziarono nel 1762 e si protrassero per quasi 3 decenni (1791 fu consacrata). 
Carlo Vanvitelli assunse la direzione dei lavori dal 1780.
La chiesa sorge arretrata rispetto alla via Appia da cui la separa un vasto sagrato cinto da un cancello. La facciata è tripartita e timpanata con pinnacoli e prefigura la struttura a tre navate. All'interno si segnalano la tela dell'altare maggiore di recente riconosciuta opera del 1757 di Sebastiano Conca, altre tele sugli altari laterali (Madonna delle Grazie e Assunzione della Vergine), in cantoria in deposito (san Nicola) e sulla controfacciata (sant'Emidio e Crocifissione con santi francescani) realizzate nel 1805 da Giovanni Maria Griffon, l'affresco staccato della Madonna delle Grazie (sec. XVII), la tavola lignea dorata e dipinti attribuita a Orazio de Carluccio e realizzata nei primi anni del 1600.
- chiesa di Santa Maria della Pietà

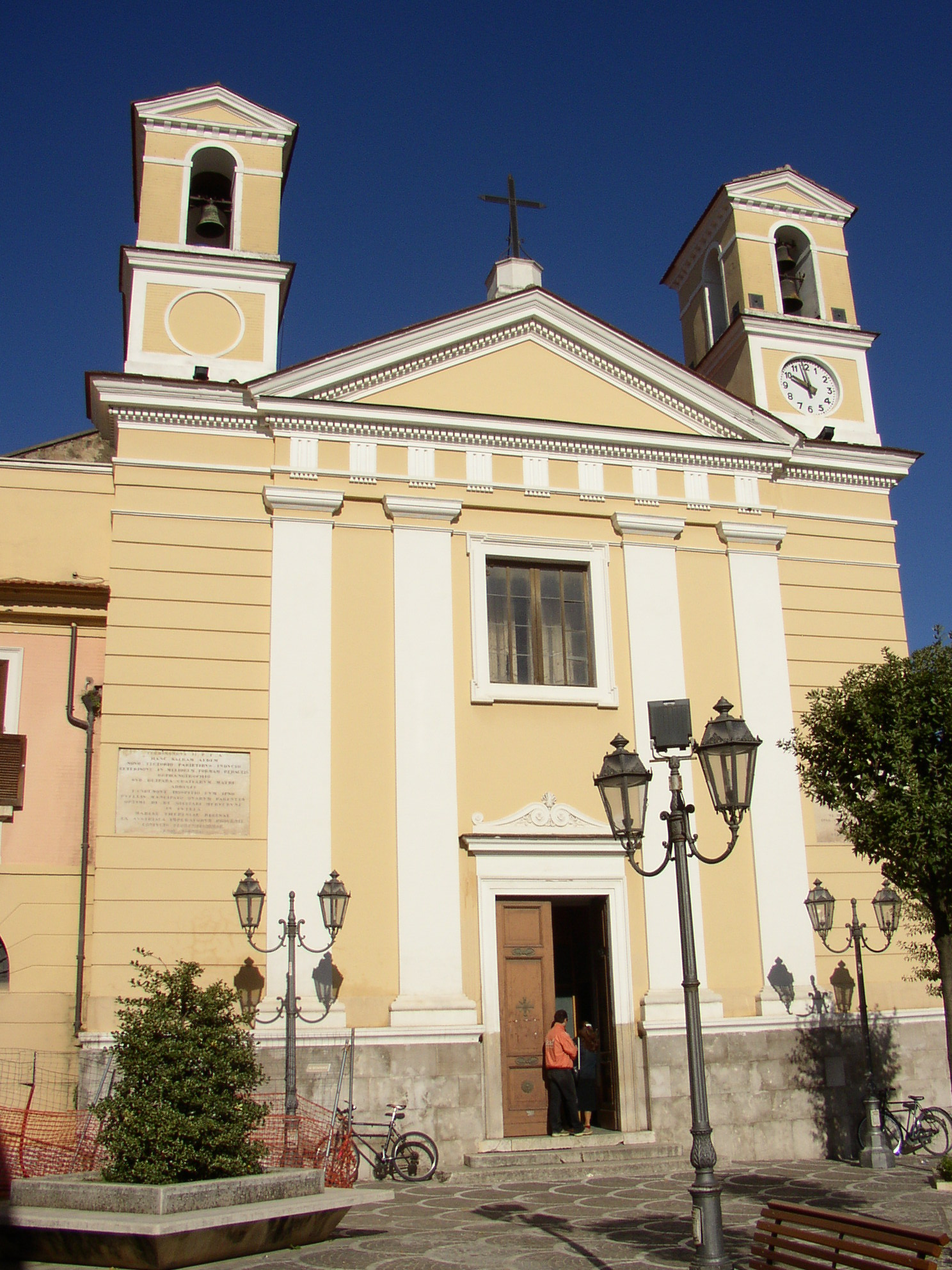
San Nicola la Strada, chiesa di santa Maria delle Grazie

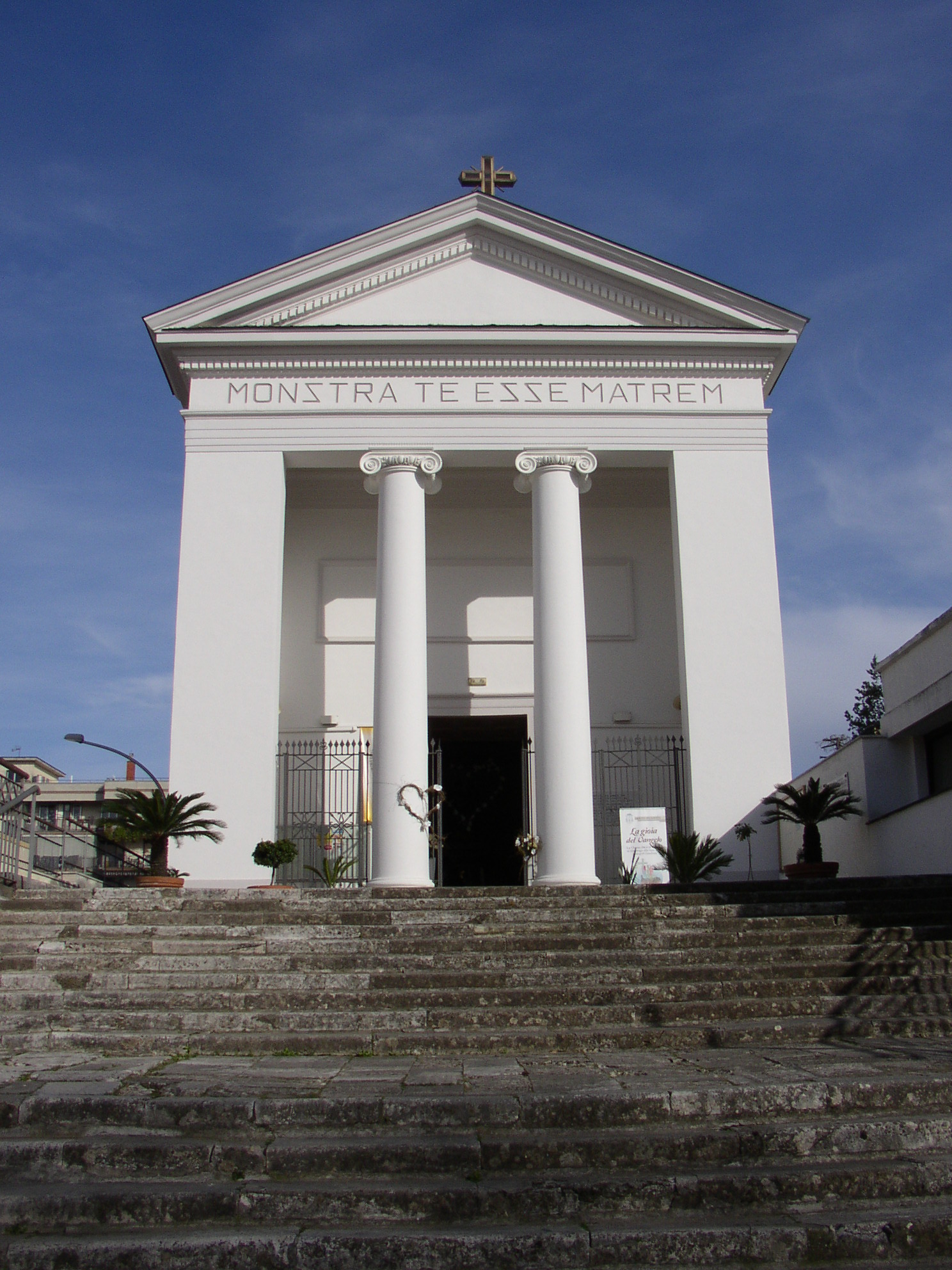
San Nicola la Strada, chiesa di santa Maria della Pietà (alla Rotonda)

La chiesa fu realizzata poco prima del 1839 anno in cui fu consegnata al vescovo di Caserta dell'epoca. Si segnala per l'imponente scalinata e la facciata con alto portico su coppie di colonne. Ha pianta cruciforme, voltata a botte, con piccola abside semicircolare cieca dietro l'altare maggiore. In controfacciata è la cantoria lignea coeva.
- Chiesa di Santa Maria delle Grazie

La chiesa di Santa Maria delle Grazie sorge lungo la via Appia tra i tratti localmente denominati piazza Municipio e piazza Parrocchia. Come appare oggi è esito del restauro decorativo del 1851 finanziato da re Ferdinando II di Borbone, come ricorda la lapide in facciata. In effetti, il sito, le murature, la facciata e l'articolazione interna sono state riconosciute di recente coincidere con l'antica chiesa di san Giovanni di proprietà dei Cavalieri Giovanniti e risalgono probabilmente all'età medievale, certamente al XVI secolo. La facciata mostra due campanili laterali a vela. L'interno è a navata unica con una cappella per lato ed è in belle forme neoclassiche. Le tele dell'altare maggiore (Madonna col Bambino) e dei due altari laterali (Santa Teresa d'Avila a destra, san Ferdinando di Castiglia a sinistra) furono dipinte e firmate nel 1851 da Gennaro Maldarelli padre.
- Confraternita di San Nicola di Bari

Ebbe sede fino almeno dal 1627 al 1851 nell'antica chiesa dei Cavalieri di Malta, il che ha indotto a ipotizzare che la chiesa di san Giovanni (oggi Santa Maria delle Grazie) fosse originariamente intitolata a San Nicola. L'attuale cappella fu della famiglia Di Stasio. Il portale reca la data 1719.

## Società

### Evoluzione demografica
Abitanti censiti

### Etnie e minoranze straniere
Al 31 dicembre 2022 la popolazione straniera era di 1 304 abitanti, pari al 6,16% degli abitanti.

## Cultura

### Istruzione
In città hanno sede una sezione staccata del Liceo Scientifico "A. Diaz" di Caserta e due istituti comprensivi.

#### Biblioteche
La biblioteca comunale "Giuseppe Palomba" ha sede in alcuni locali terranei del complesso borbonico del Real Convitto di Santa Maria delle Grazie, già esistenti dal medioevo come ospedale dei Cavalieri di Malta.

#### Università
In città è presente il Centro di Ricerca CIRCE (Center for Isotopic Research on Cultural and Enviromental heritage - Centro di Ricerche Isotopiche per i Beni Ambientali e Culturali) dell'Università degli Studi della Campania Luigi Vanvitelli che studia il nucleo degli astri ed effettua datazioni di reperti archeologici.

#### Musei
- Museo della civiltà contadina

#### Teatri
Nel 2011 fu inaugurato il Teatro Plauto, di proprietà comunale, capace di 650 posti

### Cinema
Alcune scene del film I 3 aquilotti del 1942 sono state girate presso l'attuale viale Carlo III.

## Geografia antropica

### Urbanistica
La struttura urbanistica della città di San Nicola, a differenza di quella dei comuni vicini, rigidamente impiantati sulla maglia ortogonale della centuriazione romana, si è incentrata in passato lungo cinque direttrici che dal centro (piazza Municipio e l'adicente piazza Parrocchia) si irradiavano verso la periferia, assumendo progressivamente una forma stellare (corrispondente alle cinque strade principali).
Tuttavia lo sviluppo del tessuto urbano non è stato uniforme: si è fermato quello verso Maddaloni, lungo la via Appia, e quello (via XX Settembre e via A. De Gasperi) intercettato dalla strada nuova per Napoli (viale Carlo III), mentre le altre due vie (via Santa Croce e via Bronzetti), dirette l'una verso Caserta e l'altra verso San Marco Evangelista, hanno raggiunto i confini del territorio comunale creando un unico tessuto urbano, senza soluzione di continuità, con i centri vicini.
La forma stellare si e mantenuta pressoché inalterata fino ai primi anni '70, quando l'incremento demografico e il connesso rilevante sviluppo edilizio ha generato un processo di evoluzione della struttura urbana. La nuova edilizia si è sviluppata intorno a due assi centrali ortogonali colleganti l'uno via XX Settembre con via Cairoli e l'altro via Bronzetti con il largo Rotonda.
Alla vecchia cortina edilizia di via Appia, piazza Parrocchia, piazza Municipio e via Santa Croce, si è aggiunta poi un'ulteriore edificazione verso nord (al confine con la città di Caserta) che ha interessato la zona tra via Santa Croce e via Leonardo da Vinci, e tra via Appia e via De Curtis.

## Economia
L'economia, sostanzialmente agricola fino alla metà degli anni settanta, era caratterizzata anche da un'intensa attività estrattiva, iniziata già verso la metà del XVIII secolo per ricavare materiale da costruzione per la Reggia di Caserta, e proseguita fino alla seconda metà del XX secolo. Il materiale estratto era principalmente tufo da sedimentazione che, sotto forma di mattoni, costituisce l'elemento caratteristico dell'edilizia nel nucleo più vecchio del centro urbano.
La città era fino a qualche anno fa nota anche per le piantagioni di tabacco e per un'importante attività di lavorazione della canapa. Oggi si segnalano colture di tabacco, ortaggi, frutta, grano, uva.
Divenuta marginale l'attività agricola, anche a causa dell'intenso sviluppo urbanistico che ha fortemente limitato la disponibilità di suoli, e dell'esiguità della superficie comunale, oggi San Nicola la Strada fonda la sua economia per lo più sull'edilizia, che ne ha fortemente condizionato lo sviluppo.
L'industria riguarda prevalentemente attrezzature metalliche, montaggi industriali, tabacchi, laterizi, elettronica.

## Amministrazione
| Periodo           | Periodo           | Primo cittadino      | Partito                       | Carica      | Note |
| ----------------- | ----------------- | -------------------- | ----------------------------- | ----------- | ---- |
| 3 agosto 1988     | 9 giugno 1990     | Angelo Pascariello   | Democrazia Cristiana          | Sindaco     |      |
| 9 giugno 1990     | 11 aprile 1992    | Pasquale Centore     | Democrazia Cristiana          | Sindaco     |      |
| 11 aprile 1992    | 1º settembre 1993 | Andrea Letizia       | Democrazia Cristiana          | Sindaco     |      |
| 1º settembre 1993 | 12 maggio 1997    | Francesco Nigro      | Partito Socialista Italiano   | Sindaco     |      |
| 12 maggio 1997    | 28 maggio 2001    | Nicola Tiscione      | Partito Popolare Italiano     | Sindaco     |      |
| 28 maggio 2001    | 30 maggio 2006    | Angelo Pascariello   | Indipendente di centro-destra | Sindaco     |      |
| 30 maggio 2006    | 26 maggio 2011    | Angelo Pascariello   | Forza Italia                  | Sindaco     |      |
| 26 maggio 2011    | 4 dicembre 2014   | Pasquale Delli Paoli | Il Popolo della Libertà       | Sindaco     |      |
| 4 dicembre 2014   | 17 giugno 2015    | Michele Campanaro    |                               | Commissario |      |
| 17 giugno 2015    | 24 settembre 2020 | Vito Marotta         | Partito Democratico           | Sindaco     |      |
| 24 settembre 2020 | in carica         | Vito Marotta         | Partito Democratico           | Sindaco     |      |

### Gemellaggi
- XVIII Distretto di Budapest

## Sport
Atletica
Presente l'Asd Atletica San Nicola che dal 2003 organizza anche la "Maratonina Città di San Nicola la Strada" (10 km circa) lungo le strade della città.
Pallacanestro
La fallimentare squadra di pallacanestro, Cedri basket San Nicola, ha militato nel campionato di C Silver prima di essere sommersa dai debiti. Altra squadra cittadina è la Basket Koinè militante in Serie D.
Calcio
La società di calcio A.S.D. San Nicola 2009 ha disputato campionati dilettantistici regionali.
Impianti sportivi
Tra gli impianti sportivi si citano: lo stadio comunale "A. Clemente" per il calcio, il palazzetto dello sport "Pala Ilario" per il basket e la pallavolo, il bocciodromo "La Maddalena", il Palazzetto del tennistavolo, una pista da pattinaggio e una piscina comunale.